# Europsko prvenstvo u odbojci za muškarce – Poljska 2017.
30. Europsko prvenstvo u odbojci za muškarce održalo se od 24. kolovoza do 3. rujna 2017. u Poljskoj. Naslov prvaka osvojila je Rusija, pobijedivši u završnici Njemačku.
Natjecanja se održavaju u športskim dvoranama u Gdanjsku, Szczecinu, Katowicama i Krakowu. Naslov prvaka branila je Francuska.
Nakon neočekivanog poraza od Njemačke u poluzavršnici, Srbija je osvojila broncu pobijedivši Belgiju, koja je uz Njemačku bila najveće ugodno iznenađenje prvenstva.
Najveći podbačaj na prvenstvu ostvarili su pobjednik (Francuska) i drugoplasirani (Slovenija) s prethodnog prvenstva. Domaćin Poljska završila je na 10. mjestu.

## Momčadi
Poljska se kao domaćin na prvenstvo plasirala izravno, kao i prvih šest momčadi s prethodnog prvenstva (redom Francuska, Slovenija, Italija, Bugarska, Rusija i Srbija).
Pobjedama u svojim skupinama i drugom kolu kvalifikacija plasirale su momčadi Njemačke (skupina A), Finske (skupina B), Belgije (skupina C), Slovačke (skupina D), Nizozemske (skupina E) i Češke (skupina F).
Prolaskom trećeg kola (kao sretni gubitnici drugog kola) plasirale su se Turska, Španjolska i Estonija.

## Dvorane
| Otvaranje prvenstva (24. kolovoza) | Skupina A       | Skupina B      | Skupina D, Razigravanje, Četvrtzavršnica | Skupina C, Razigravanje, Četvrtzavršnica, Poluzavršnica, Završnica |
| ---------------------------------- | --------------- | -------------- | ---------------------------------------- | ------------------------------------------------------------------ |
| Varšava                            | Gdanjsk / Sopot | Szczecin       | Katowice                                 | Kraków                                                             |
| Nacionalni stadion                 | Ergo Arena      | Arena Szczecin | Spodek                                   | Tauron Arena                                                       |
| Mjesta: 62.640                     | Mjesta: 11.409  | Mjesta: 5.403  | Mjesta: 11.500                           | Mjesta: 15.328                                                     |
|                                    |                 |                |                                          |                                                                    |

## Konačni poredak
|  | Plasirali se u Europsko prvenstvo 2019. |
|  | Plasirali se na EP 2019. kao domaćini   |

| Plasman | Momčad     |
| ------- | ---------- |
|         | Rusija     |
|         | Njemačka   |
|         | Srbija     |
| 4.      | Belgija    |
| 5.      | Italija    |
| 6.      | Bugarska   |
| 7.      | Češka      |
| 8.      | Slovenija  |
| 9.      | Francuska  |
| 10.     | Poljska    |
| 11.     | Turska     |
| 12.     | Finska     |
| 13.     | Estonija   |
| 14.     | Nizozemska |
| 15.     | Slovačka   |
| 16.     | Španjolska |

## Nagrade
- Najbolji igrač prvenstva (MVP): Maksim Mihajlov (Rusija)
- Najbolji (srednji) blokeri: Srećko Lisinac (Srbija) i Marcus Böhme (Njemačka)
- Najbolji dizači: Denis Kaliberda (Njemačka) i Dimitrij Volkov (Rusija)
- Najbolji tehničar: Sergej Grankin (Rusija)
- Najbolji korektor: György Grozer (Njemačka)
- Najbolji libero: Lowie Steuer (Belgija)

Izvor: Novosti.rs